# Peter Turk (misijonar)
Peter Baptist Turk, slovenski rimskokatoliški duhovnik, frančiškanski redovnik in misijonar na Kitajskem, * 29. oktober 1874, Podhosta, † 16. december 1944, Hankow, Kitajska.

## Življenje in delo
Starši so mu bili Janez in Jera (rojena Anžlin) po rodu iz kmečke družine. Peter Baptist Turk (pri krstu Martin), je po šestih razredih gimnazije v Novem mestu (1889–95) stopil v frančiškanski red in končal gimnazijo v redovni šoli na Kostanjevici pri Gorici, nato živel v frančiškanskem samostanu v Kamniku in študiral bogoslovje (1898–1900) in bil 1899 posvečen v duhovnika. Leta 1901 je odšel na Kitajsko in delal v različnih misijonskih postojankah škofije Wu–chan ter tam ustanavljal in zidal šole, cerkve in druge objekte. Leta 1907 postal dekan, vmes učil latinščino in matematiko v malem semenišču v Hankowu. V domovino je o svojem delu v številnih pismih poročal sestri Mariji ter svojim sobratom redovnikom. Turk je bil je z Veselkom Kovačem in Engelhardom Avbljem najbolj znan slovenski misijonar prvih desetletij 20. stoletja. Po odhodu na Kitajsko se ni več vrnil v Slovenijo, ker je menil, da je na Kitajskem nepogrešljiv.